# バーバラ・ベッドフォード (競泳選手)
バーバラ・ジェーン・ベッドフォード（Barbara Jane Bedford、1972年11月9日 - ）は、現役時代はB・J・ベッドフォード (BJ Bedford)、その後は婚姻姓のバーバラ・ミラー (Barbara Miller) として知られる、アメリカ合衆国の元競泳選手、オリンピック金メダリスト、元世界記録保持者。
ベッドフォードは、オーストラリアのシドニー で開催された2000年の夏季オリンピックに、アメリカ合衆国を代表して参加した。彼女は、この大会で女子の 4 × 100 m メドレーリレーのチームの一員となり、決勝戦で当時の世界新記録 3:58.30 を出した。チームの他のメンバーは、メーガン・クワン（平泳ぎ）、ジェニー・トンプソン（バタフライ）、ダラ・トーレス（自由形）であった。
ベッドフォードは、高校水泳の名門として知られるニュージャージー州ハイツタウンのパディ・スクール出身である。その後、テキサス大学オースティン校に学び、1994年にBFA（学士（美術）に相当）を取得して卒業した。在学中にユニバーシアードで3個の金メダルを獲得した。